# Jerzy Sikorski (historyk)
Jerzy Sikorski (ur. 25 lipca 1935 w Wilnie) – polski doktor nauk historycznych, w latach 1983–1987 dyrektor Muzeum Warmii i Mazur w Olsztynie. Jego badania doprowadziły do odnalezienia miejsca pochówku Mikołaja Kopernika we Fromborku.

## Życiorys
W roku 1960 ukończył studia historyczne na Uniwersytecie im. Mikołaja Kopernika w Toruniu. W latach 1954–1955 pracował w Muzeum Mikołaja Kopernika we Fromborku. Po ukończeniu studiów, przez dwa lata (1960-1961) – pracownik Zarządu Wojewódzkiego Towarzystwa Wiedzy Powszechnej w Olsztynie, a w latach 1961-1962 kierował Muzeum Warmińskim w Lidzbarku Warmińskim. W 1963 roku został zatrudniony jako pracownik naukowy Ośrodka Badań Naukowych im. Wojciecha Kętrzyńskiego, a w latach 1970- 1983 pełnił funkcję dyrektora tej placówki. W 1983 roku objął stanowisko dyrektora Muzeum Warmii i Mazur i pełnił je do 1987 roku.
Był dyrektorem Ośrodka Badań Naukowych im. Wojciecha Kętrzyńskiego w Olsztynie.
W latach 1986–1989 był członkiem Ogólnopolskiego Komitetu Grunwaldzkiego.

## Wybrane publikacje
Lista publikacji:
- Mikołaj Kopernik na Warmii (1971)
- Frombork (współautor: Tadeusz Piaskowski, Wydawnictwo Pojezierze, Olsztyn 1972)
- Dzieje Warmii i Mazur w zarysie (1981)
- Prywatne życie Mikołaja Kopernika (Wydawnictwo Pojezierze, Olsztyn 1985)
- Grunwald w pamięci Polaków (1991)
- Stary ratusz w Olsztynie na tle dziejów miasta (1999)
- Galopem przez stulecia. Olsztyn 1353-2003 (2003)